# Kalwaria Piekarska
Kalwaria Piekarska w Piekarach Śląskich – kalwaria wchodząca w skład Sanktuarium Matki Sprawiedliwości i Miłości Społecznej.

## Historia
Inicjatorem wzniesienia kalwarii w Piekarach Śląskich był proboszcz Bernard Purkop. W latach 1866–1871 na drodze zakupów i zamiany pozyskał on pod planowaną kalwarię teren wzgórza, nazywanego Cerekwicą, usytuowanego sąsiedztwie wzniesienia, na którym stał kościół farny. Już po wykupieniu pierwszej części Cerekwicy, ksiądz Purkop rozpoczął obsadzanie jej drzewkami oraz ustawił kilka figur świętych. Czynił to jednak bez większego rozgłosu, nie informując ogółu wiernych o swoich planach dotyczących wzgórza. Wyjaśnienie sytuacji i przedstawienie powziętego przez proboszcza zamiaru budowy kalwarii przyniosła dopiero odezwa do parafian, opublikowana w 1869 roku w lipcowym numerze "Zwiastuna Górnoszlązkiego" i podpisana przez 14-osobowy komitet, w którego skład weszli m.in.: wydawca "Zwiastuna", znany drukarz, Teodor Heneczek, sołtys J. Gruszka i mistrz murarski Karol Ogórek. Już wcześniej na łamach tegoż czasopisma, którego redaktorem naczelnym był w tym czasie sam ksiądz Purkop, pojawiły się teksty zawierające aluzje do jego projektów, m.in. powieść Karola Miarki mówiąca o budowaniu w początku XVIII w. kalwarii w miejscowości Boedefeld koło Kolonii czy opis Kalwarii Zebrzydowskiej. Według odezwy z 1869 roku projekt księdza Purkopa obejmować miał wzniesienie szeregu kaplic, których koszt obliczono na 500 talarów każda, oraz obszernego kościoła obejmującego trzy stacje. Plan całego założenia był już gotowy i miał być wręczany w formie litograficznej odbitki każdemu ze "współfundatorów", do których ofiarności apelowano. Tych ambitnych planów nie udało się jednak księdzu Purkopowi zrealizować. Za jego czasów zbudowano jedynie Grób Pański oraz pięć innych kaplic. Do zahamowania prac przy kalwarii w latach 70. XIX wieku przyczyniły się niewątpliwie prześladowania Kościoła katolickiego związane z polityką Kulturkampfu.
Nieukończona Góra Kalwaria, pozostająca dotąd prywatną własnością proboszcza, dopiero na mocy jego testamentu przejść miała na własność parafii piekarskiej. Bezpośrednio po śmierci ks. Purkopa (zm. 10.03.1882 r.) nie dopełniono jednak formalności związanych z przewłaszczeniem; następca zmarłego na urzędzie proboszcza – ks. Antoni Sobota nie podjął także w czasie swojego dwuletniego pobytu w Piekarach zalecanej w testamencie rozbudowy Kalwarii. Sądowne przyznanie własności wzgórza parafii katolickiej w Piekarach, poprzedzone uzyskaniem przez urząd parafialny stosownej zgody władz kościelnych, nastąpiło dopiero 17.05.1888 r., dzięki staraniom kolejnego proboszcza – księdza Leopolda Nerlicha, przeniesionego do Piekar w marcu 1886 roku. Nerlich zdążył już zasłużyć się prowadzeniem budowy kościołów w dwóch swoich poprzednich parafiach – Wołczynie i Kowalowicach. Po przybyciu do Piekar, jako doświadczony "budowniczy", z dużym zapałem zajął się on sprawą Kalwarii. Doprowadziwszy do końca formalności związane z przejęciem wzgórza przez parafię, powołując się na wyrażoną w testamencie wolę ks. Purkopa, zwrócił się do biskupa z prośbą o "generalne pełnomocnictwo" do budowy Kalwarii. Pełnomocnictwo to zostało mu udzielone 25.08.1888 r., po przedstawieniu projektów kilku kaplic oraz planu całego założenia. W tym czasie prace budowlane przy Kalwarii trwały już mniej więcej od roku – nie czekając bowiem na ostateczne wyjaśnienie sprawy własności wzgórza ani na pozwolenie biskupie, jeszcze w sierpniu 1887 r. dokonano uroczystego poświęcenia całego terenu i rozpoczęto budowę.
Budowę tę prowadzono od nowa, kaplice z czasów księdza Purkopa uznane zostały bowiem za zbudowane "bez żadnego planu i osobliwszego gustu". Stąd też zostały one przekształcone (np. pierwotny Grób Boży zamieniono na Grób Matki Boskiej) bądź zastąpione nowymi. Opracowaniem nowego planu Kalwarii zajął się zaproszony do Piekar przyjaciel księdza Nerlicha z czasów studiów we Wrocławiu – Edward Schneider – franciszkanin, znany głównie pod swoim zakonnym imieniem – Władysław. Do podjęcia pracy w Piekarach predestynowały go jego powiązania z klasztorem na Górze Świętej Anny, posiadającym rozległą kalwarię, oraz – przede wszystkim – znajomość Ziemi Świętej, z której właśnie po 12-letnim pobycie powrócił. Ojciec Władysław, wymieniany powszechnie jako autor piekarskiej Kalwarii, oprócz planu całości wykonał również rysunki poszczególnych kaplic i kościoła kalwaryjskiego. Te amatorskie najpewniej szkice przekazywane były architektowi Paulowi Jackischowi, który opracowywał właściwe projekty. Pracami budowlanymi kierował mistrz murarski Karol Ogórek, szwagier ks. Nerlicha, który – podobnie jak i ojciec Schneider – nie brał za swoją pracę żadnej zapłaty. Również bezpłatnie pomagali przy budowie mieszkańcy Piekar i okolicy. Ze spisanego przez ks. Nerlicha sprawozdania z prac wykonanych do końca roku 1888 wynika, że budowa posuwała się szybko – gotowych było już osiem kaplic oraz Dolina Jozafata, rzeczka Cedron i Góra Oliwna z Grotą i ogrodem Getsemani. W roku 1889 zdołano odkupić od właściciela przyległych do Cerekwicy działek – Korfantego ok. 10 mórg gruntu, powiększając w ten sposób obszar Kalwarii o dodatkowe cztery morgi w części południowo-zachodniej i sześć mórg w części północnej. Na ten rok przypadło też m.in. rozpoczęcie budowy najokazalszych kaplic Kalwarii: Wieczernika i Pałacu Kajfasza. W roku 1890 lub 1891 utworzono obok kościoła farnego tzw. Rajski Dwór – otoczony drewnianymi podcieniami duży plac z kaplicą św. Rafała, stanowiącą początkową stację nabożeństwa kalwaryjskiego.
W liście do biskupa z 20.09.1891 r. ks. Nerlich zawiadamia, że większość prac przy Kalwarii została wykonana. Do ukończenia brakowało jeszcze dwóch kaplic oraz – stanowiącego połączenie trzech stacji – kościoła, pod który kamień węgielny już poświęcono i którego gotowy projekt został właśnie przesłany biskupowi. Realizacja kościoła przypadła więc na okres od sierpnia roku 1891 do sierpnia roku 1893. W końcowym etapie budowy Kalwarii – w l. 1894-95 uzupełniono założenie ciągiem kaplic różańcowych, rozmieszczonych wzdłuż zachodniej i południowej części muru otaczającego całość wzgórza. Wyposażenie do poszczególnych kaplic zakupywano sukcesywnie wraz z ich wznoszeniem. Zamawianiem drewnianych i kamiennych grup rzeźbiarskich zajmował się ojciec Schneider. W 1888 roku prowadził on pertraktacje z Atelier für Kirchliche Kunst B. Knapa i J. Kirmeiera w Pfaffenhofen nad Ilm – małym miasteczku na terenie Bawarii. Ze złożonego tam zamówienia parafia jednak się wycofała. Czym było to spowodowane i skąd ostatecznie zdecydowano się sprowadzać rzeźby – nie wiadomo. Na podstawie umieszczonych na niektórych grupach sygnatur ustalić można, że część rzeźb ("Śpiący uczniowie", "Biczowanie", "Cierniem ukoronowanie", "Szymon Cyrenejczyk") wykonał Johannes Baumeister z Wrocławia, a co najmniej jedną grupę ("U Piłata") – Heinrich Fleige z Münster.
Poświęcenie Kalwarii, którego dokonać miał kardynał Georg Kopp, zaplanowane zostało na początek września 1895 roku. Jednakże z powodu ciężkiej – jak się okazało – śmiertelnej choroby księdza Leopolda Nerlicha uroczystość ta nie doszła do skutku. Następcą zmarłego 20.07.1895 r. proboszcza został jego młodszy brat – ks. Karol Nerlich, który zdążył się jeszcze zasłużyć przeprowadzeniem prac wykończeniowych na wzgórzu. Poświęcenie Kalwarii i nowego kościoła przez kardynała Koppa odbyło się ostatecznie rok później – 21.06.1896 r.

## Opis założenia kalwaryjskiego
Kalwaria piekarska składa się z:
- kaplicy Świętego Rafała Archanioła, patrona pielgrzymów i podróżnych, znajdującej się na przyległym do kościoła farnego Rajskim Placu, przy której zaczyna się nabożeństwo kalwaryjskie
- stacji "drogi pojmania", upamiętniających wydarzenia sprzed osądzenia Chrystusa
- stacji "drogi krzyżowej"
- kościoła kalwaryjskiego, na którego fasadzie umieszczone są stacje XI, XII i XIII drogi krzyżowej
- kilku dodatkowych kaplic, niezwiązanych z programem pasyjnym (np. kaplica św. Szczepana, kaplica Znalezienia Krzyża, czyli św. Heleny, Grób Matki Boskiej)
- 15 kaplic różańcowych, przylegających do muru okalającego założenie.

## Pielgrzymki
W okresie międzywojennym rozpoczęto organizowanie pielgrzymek stanowych:
- niewiast i panien (niedziela po 15 sierpnia)
- mężczyzn i młodzieży (ostatnia niedziela maja)

W każdej z nich uczestniczy około 100-150 tys. pątników – przede wszystkim wierni z Górnego Śląska. Od 1992 roku w przeddzień stanowej pielgrzymki mężczyzn do Matki Boskiej Piekarskiej organizowane są sympozja naukowe, poświęcone kulturowym i społecznym problemom Górnego Śląska w aspekcie katolickiej nauki społecznej.
W czasie 58. pielgrzymki mężczyzn i młodzieńców – 29.05.2005 kardynał Franciszek Macharski poświęcił pomnik papieża Jana Pawła II (autorstwa prof. Zygmunta Brachmańskiego), pierwszy w archidiecezji katowickiej, który stoi przy głównym wejściu na Kalwarię, "witając pielgrzymów".

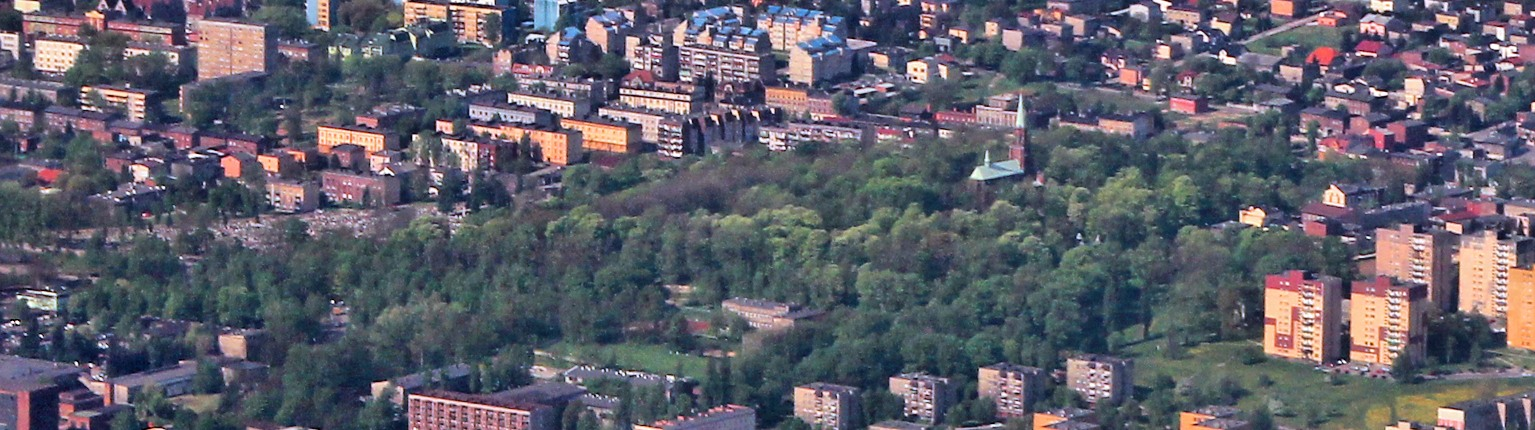
Widok z lotu ptaka
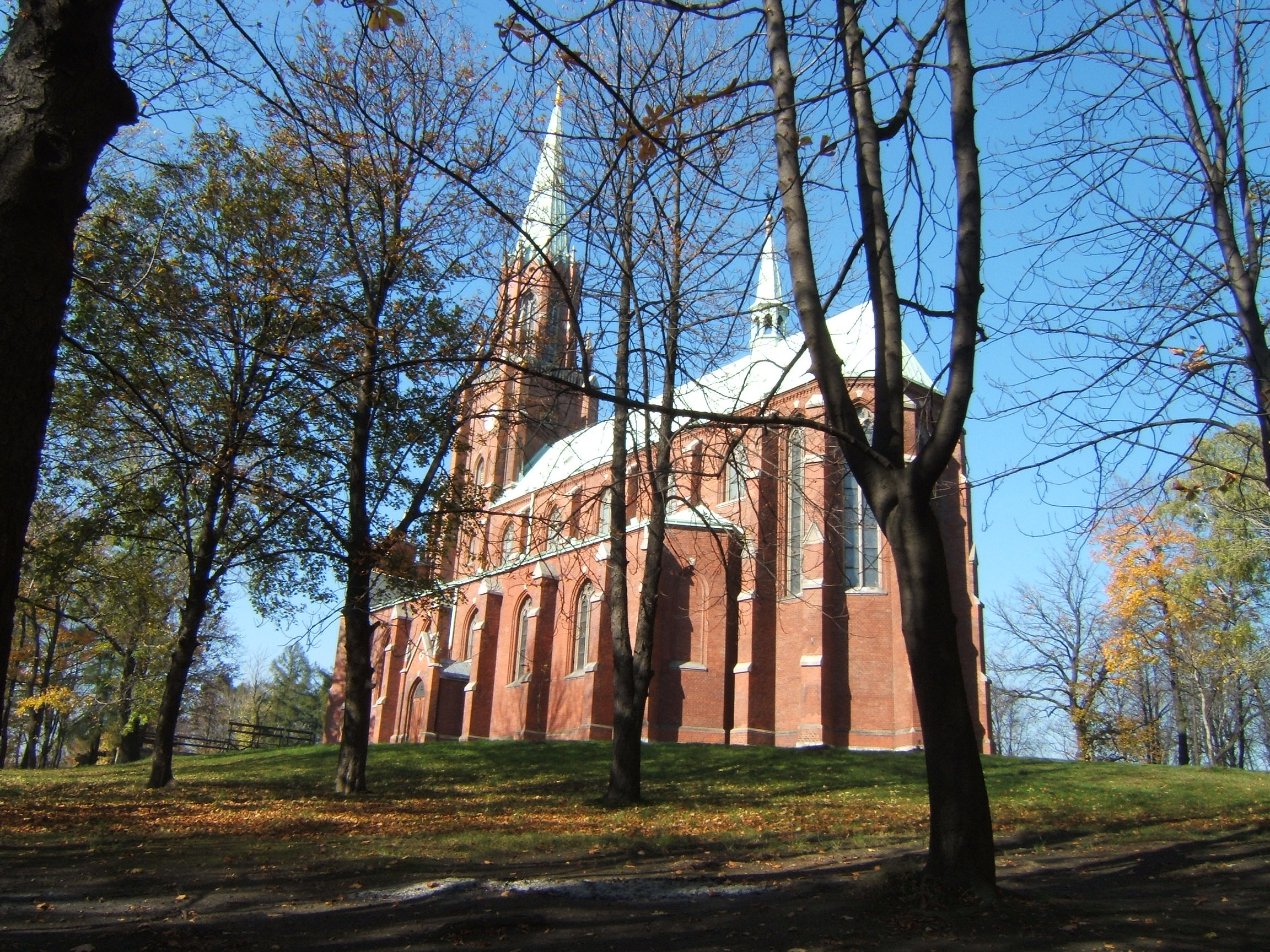
Kościół Zmartwychwstania Pańskiego
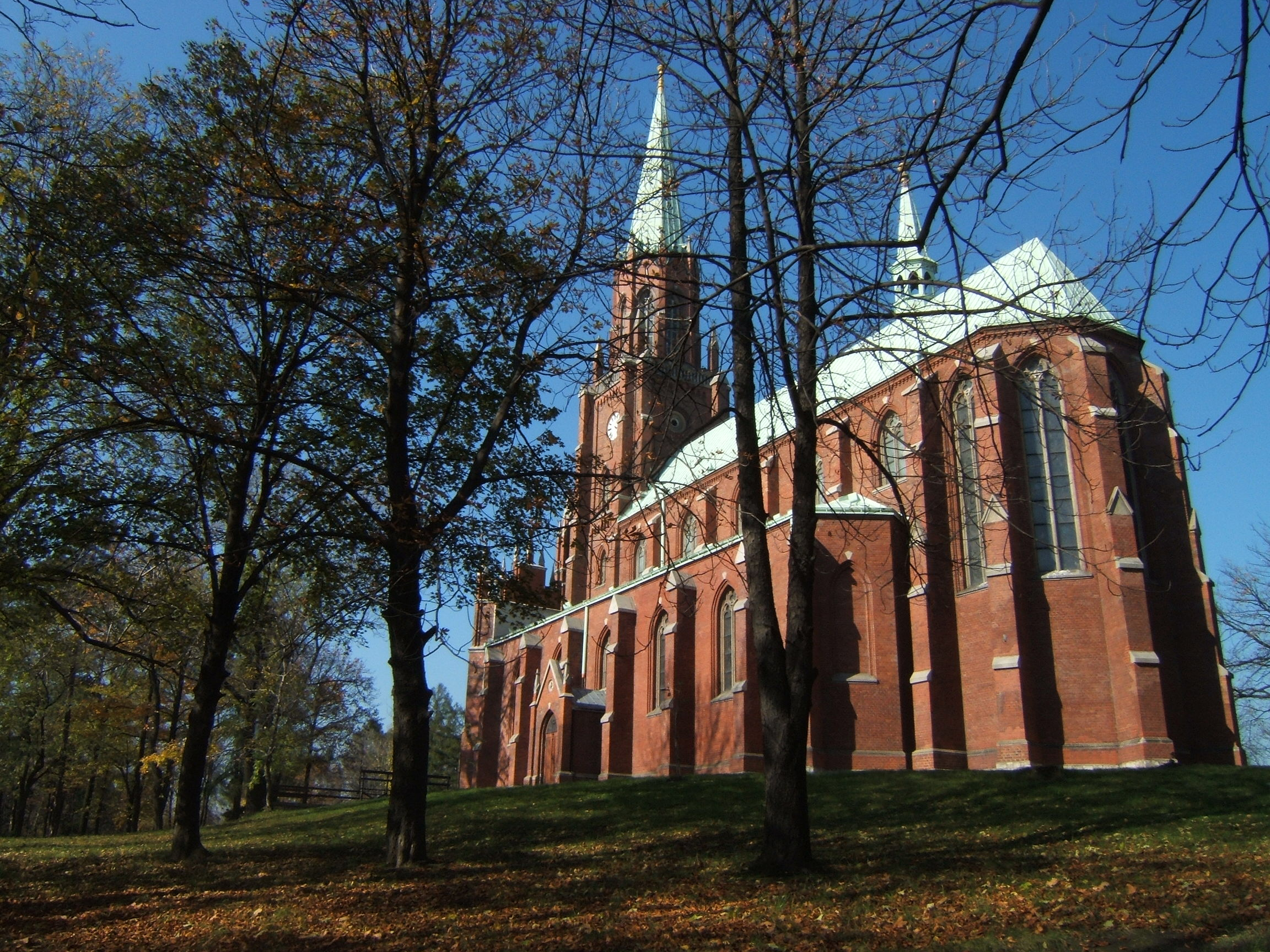
Kościół Zmartwychwstania Pańskiego
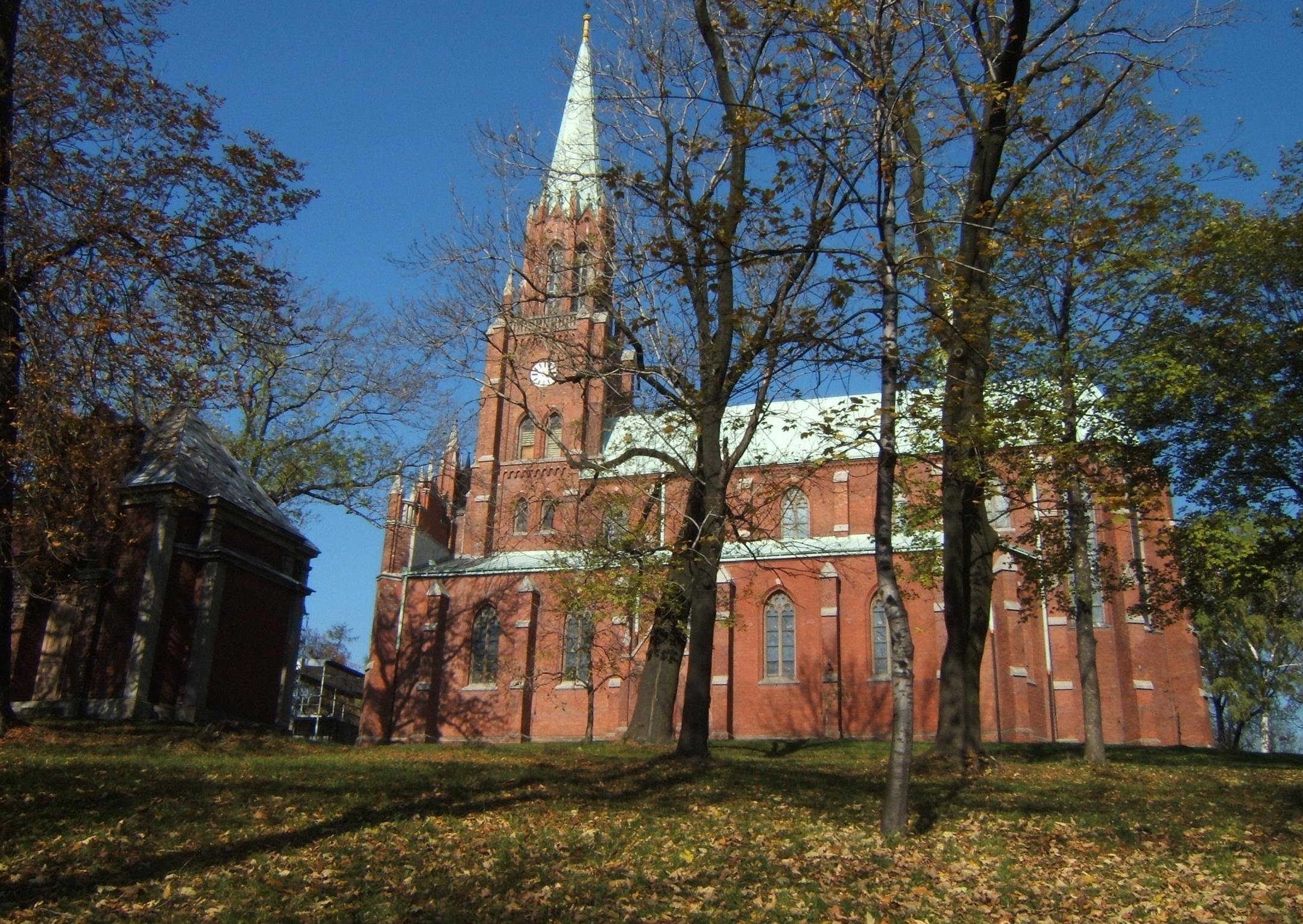
Kościół Zmartwychwstania Pańskiego
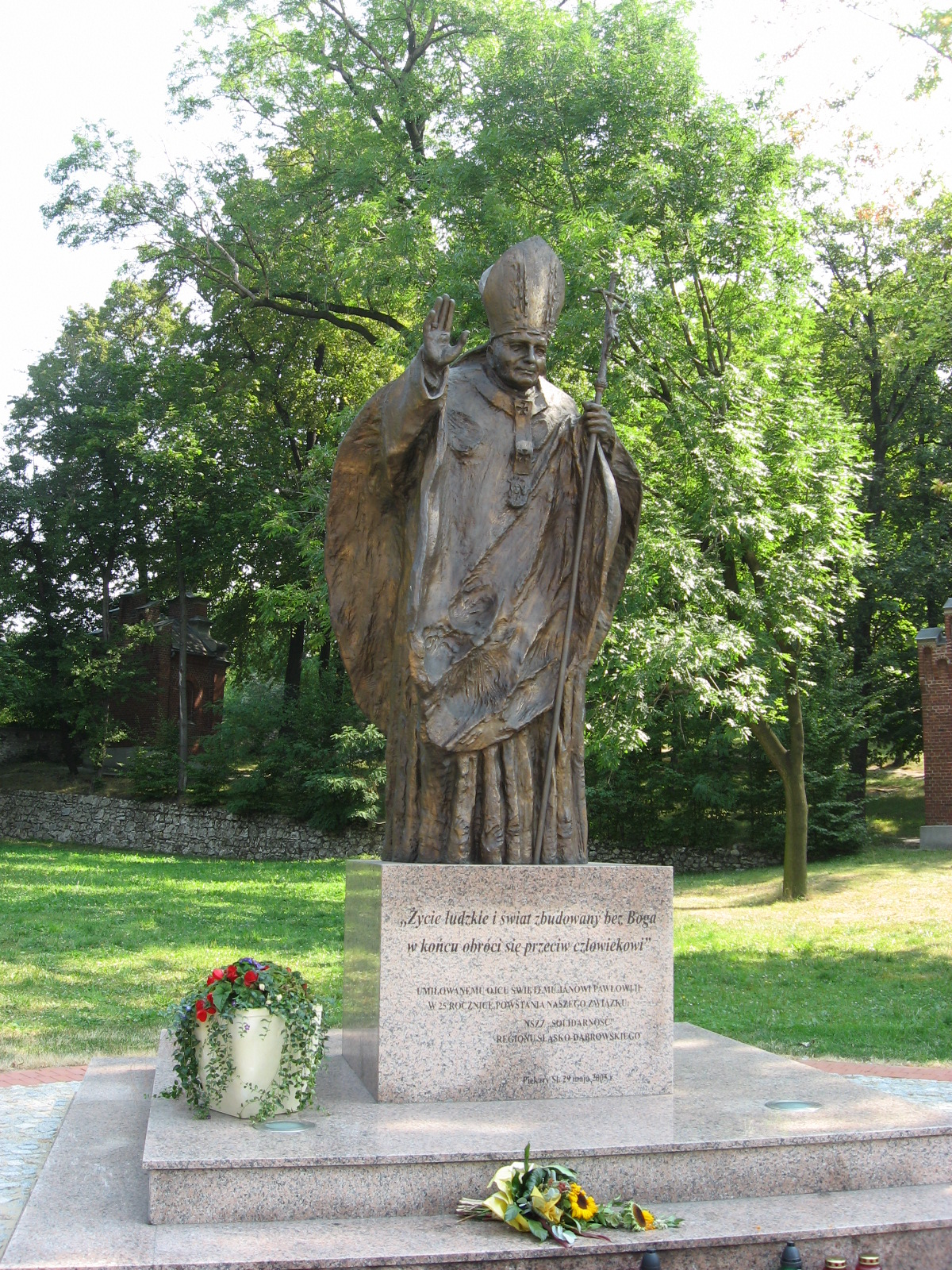
Pomnik Papieża Jana Pawła II
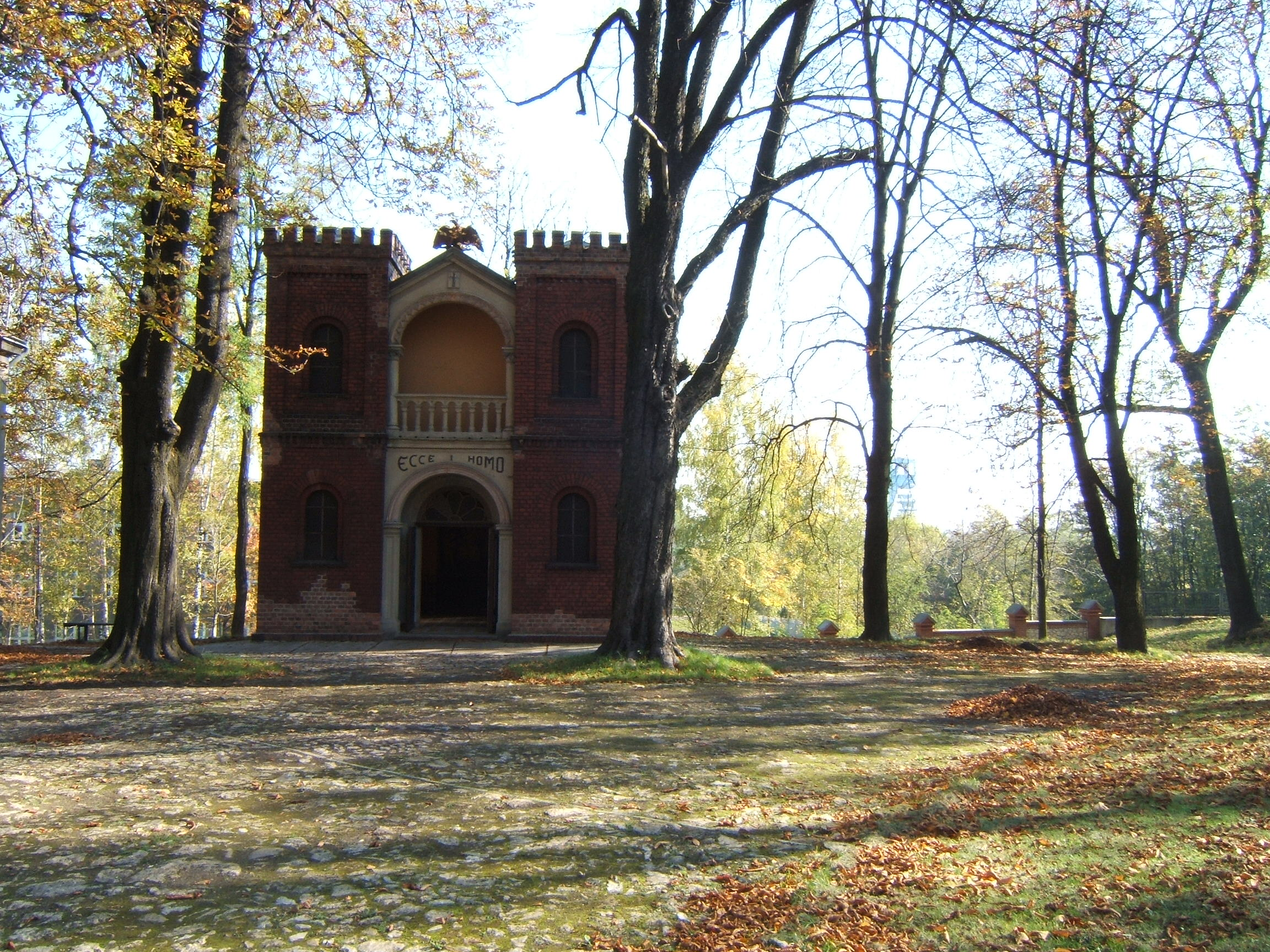
I stacja – Pretorium Piłata
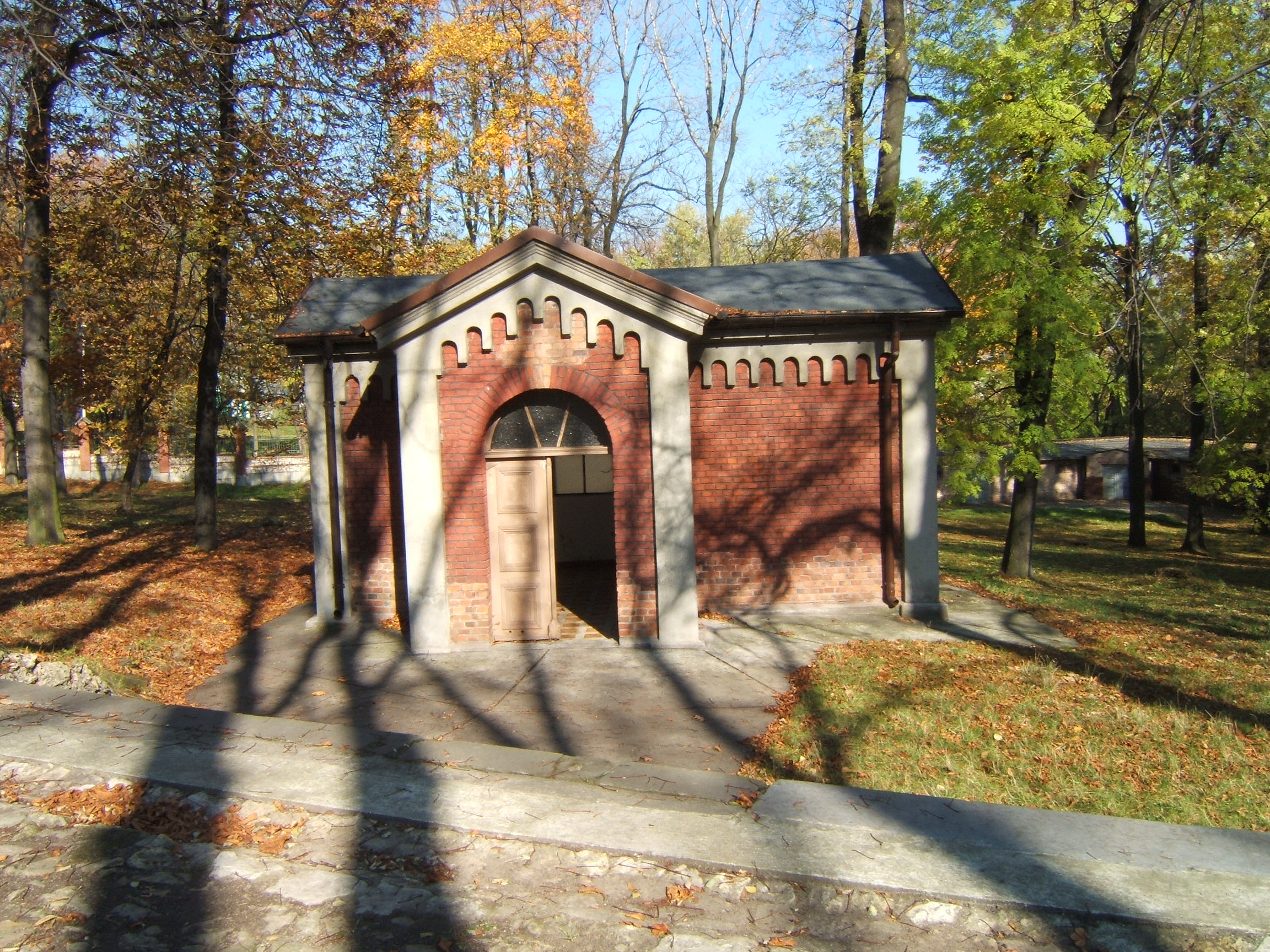
II stacja – Przyjęcie Krzyża
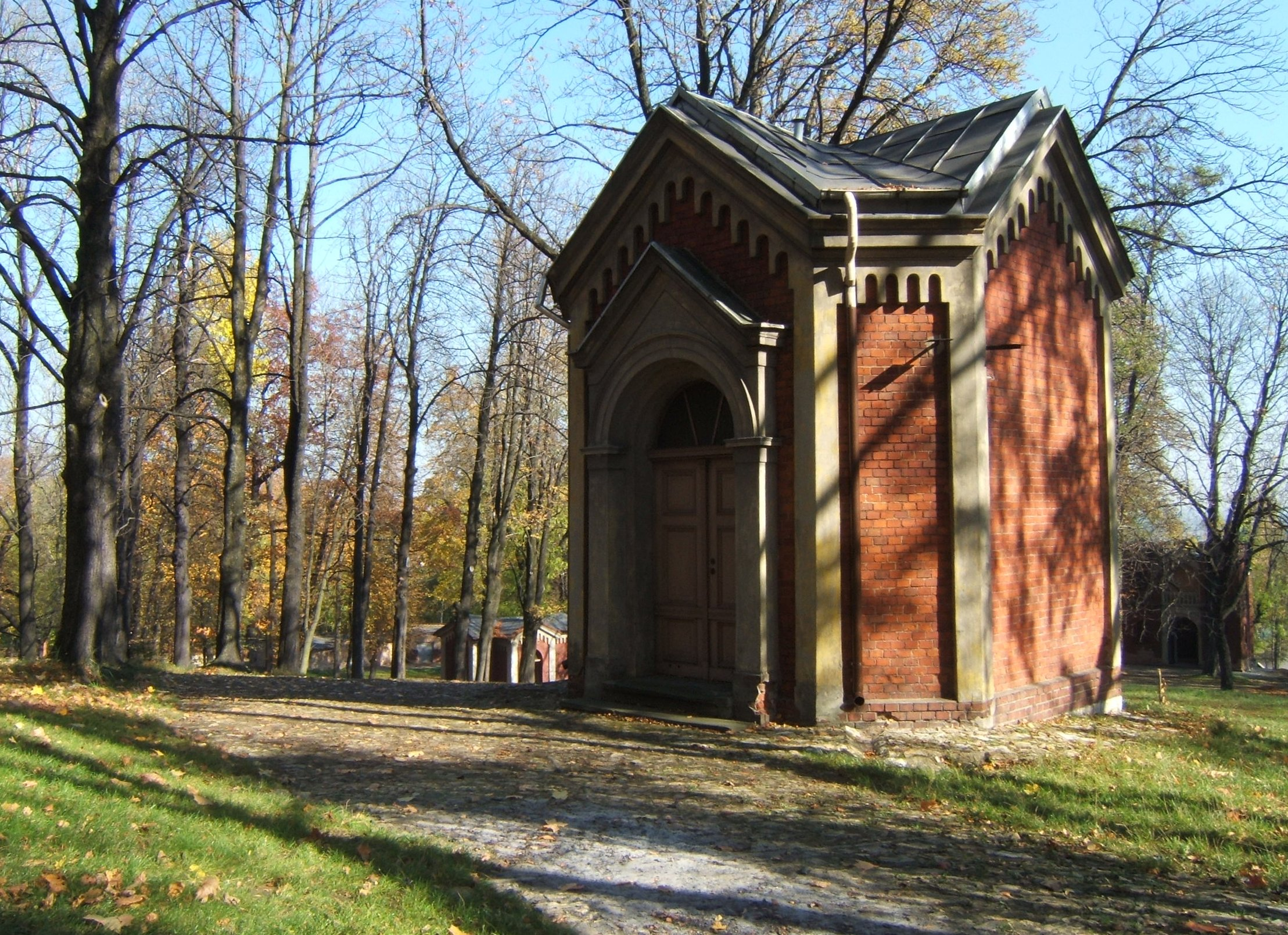
III stacja – Pierwszy Upadek
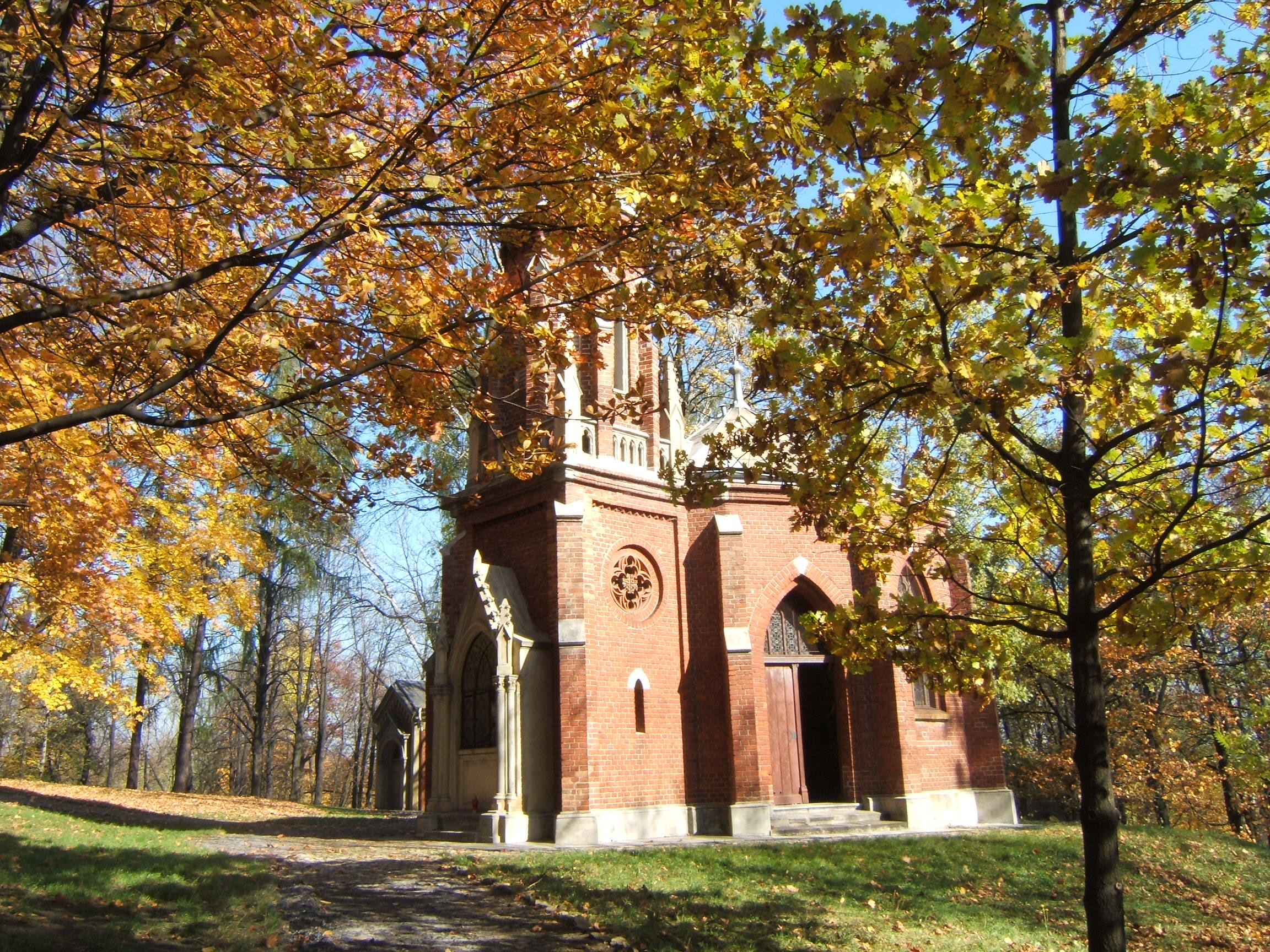
IV stacja – Matka
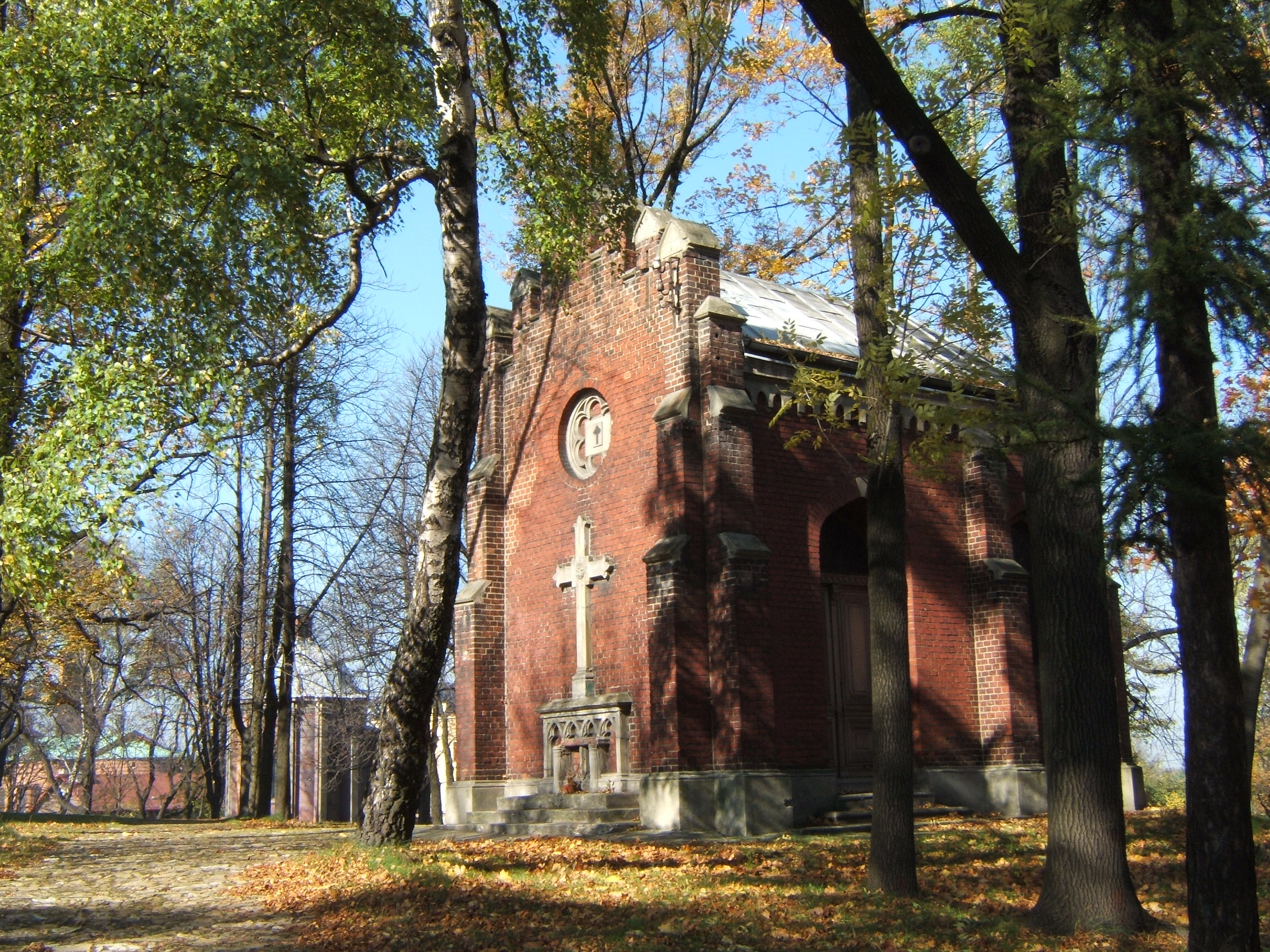
V stacja – Cyrenejczyk
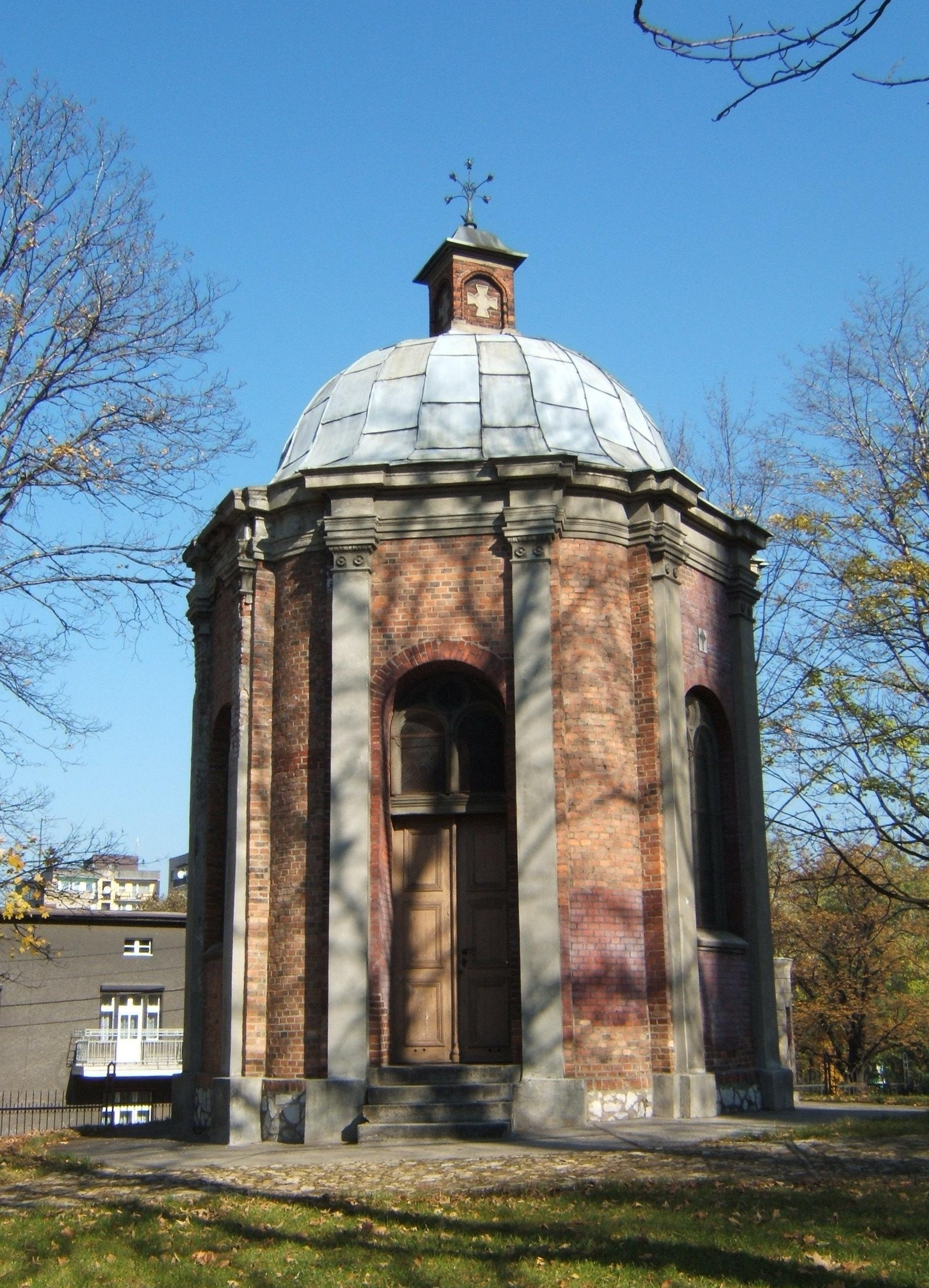
VI stacja – Weronika
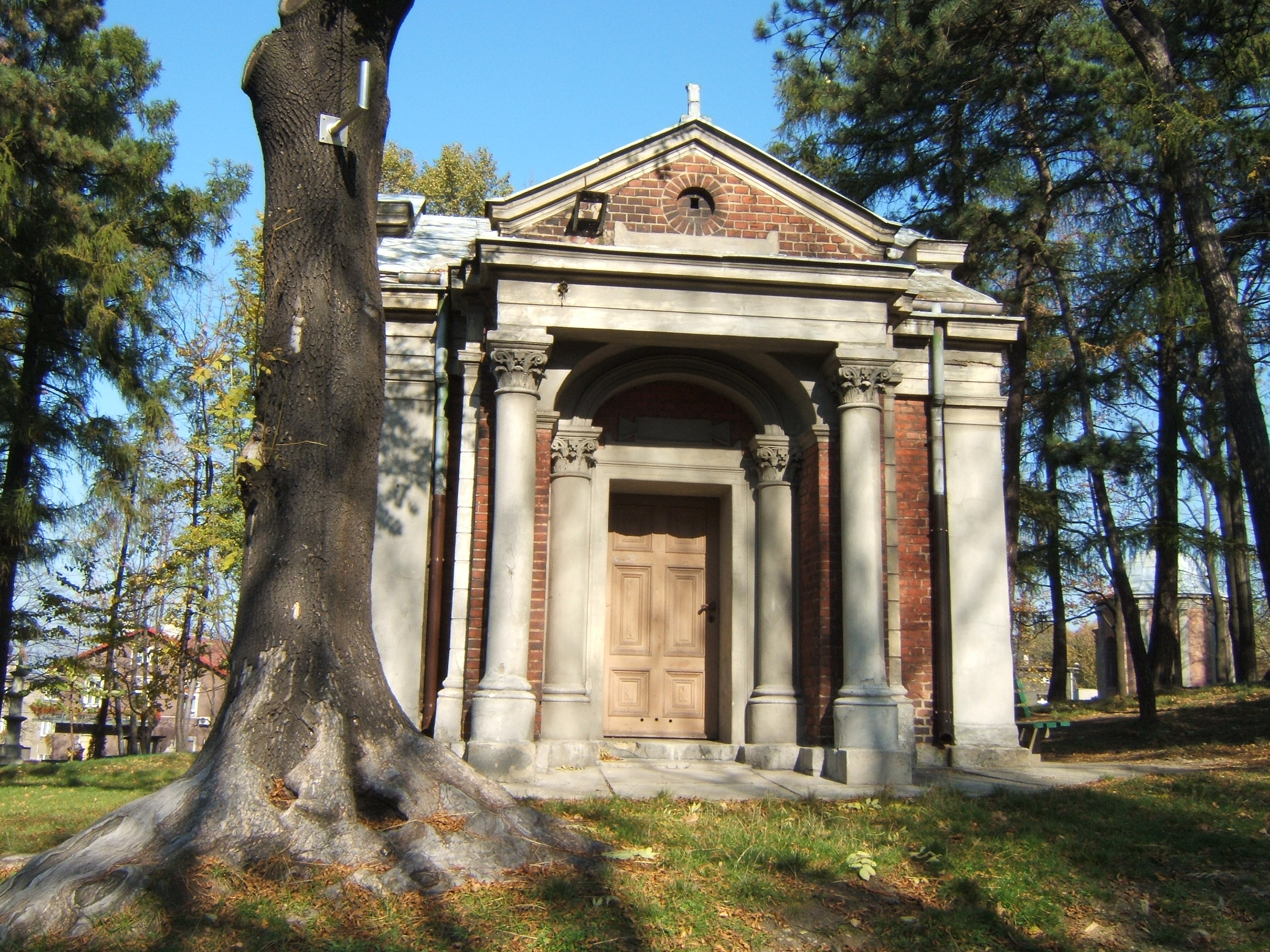
VII stacja – Drugi Upadek
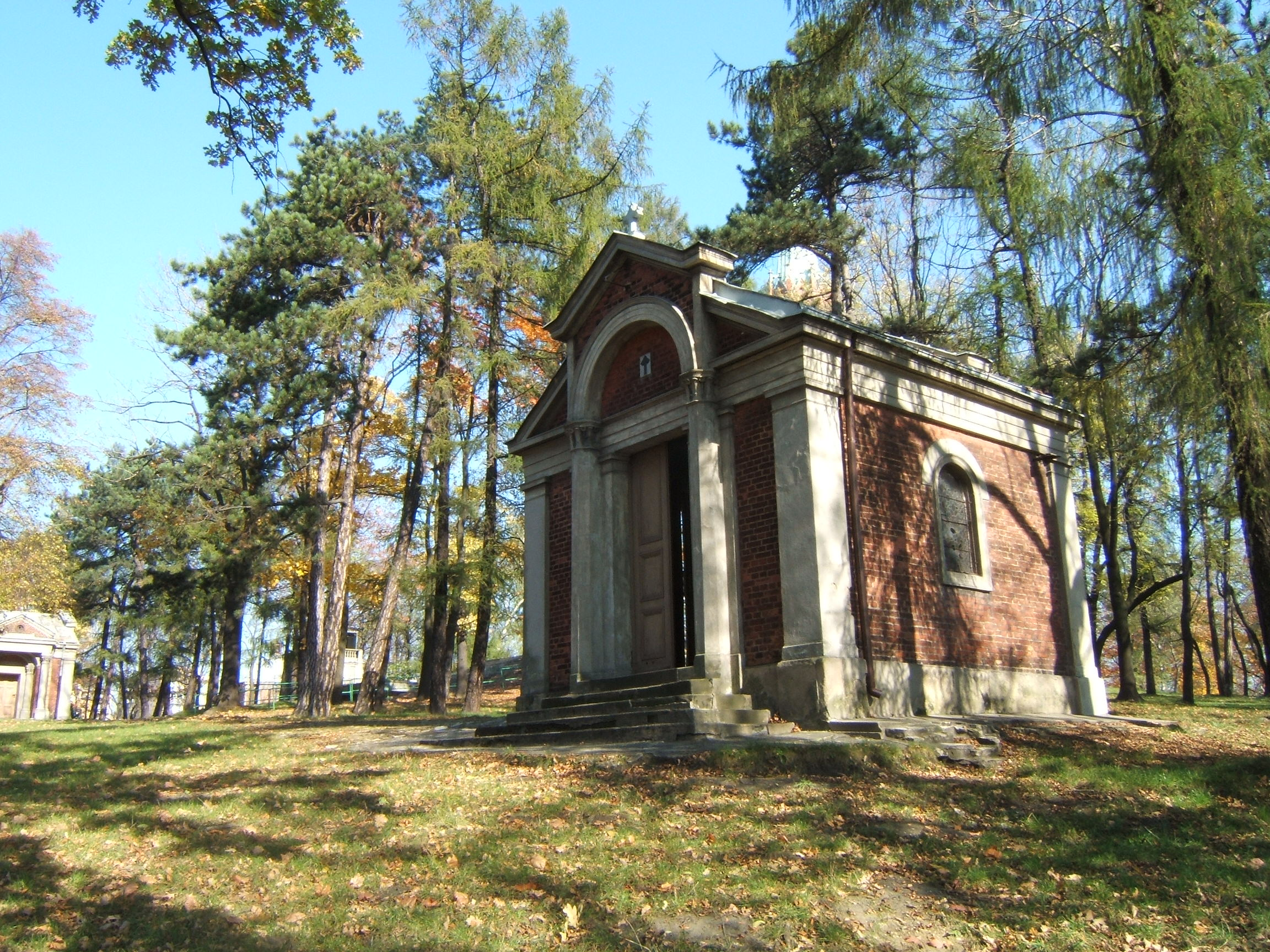
VIII stacja – Niewiasty
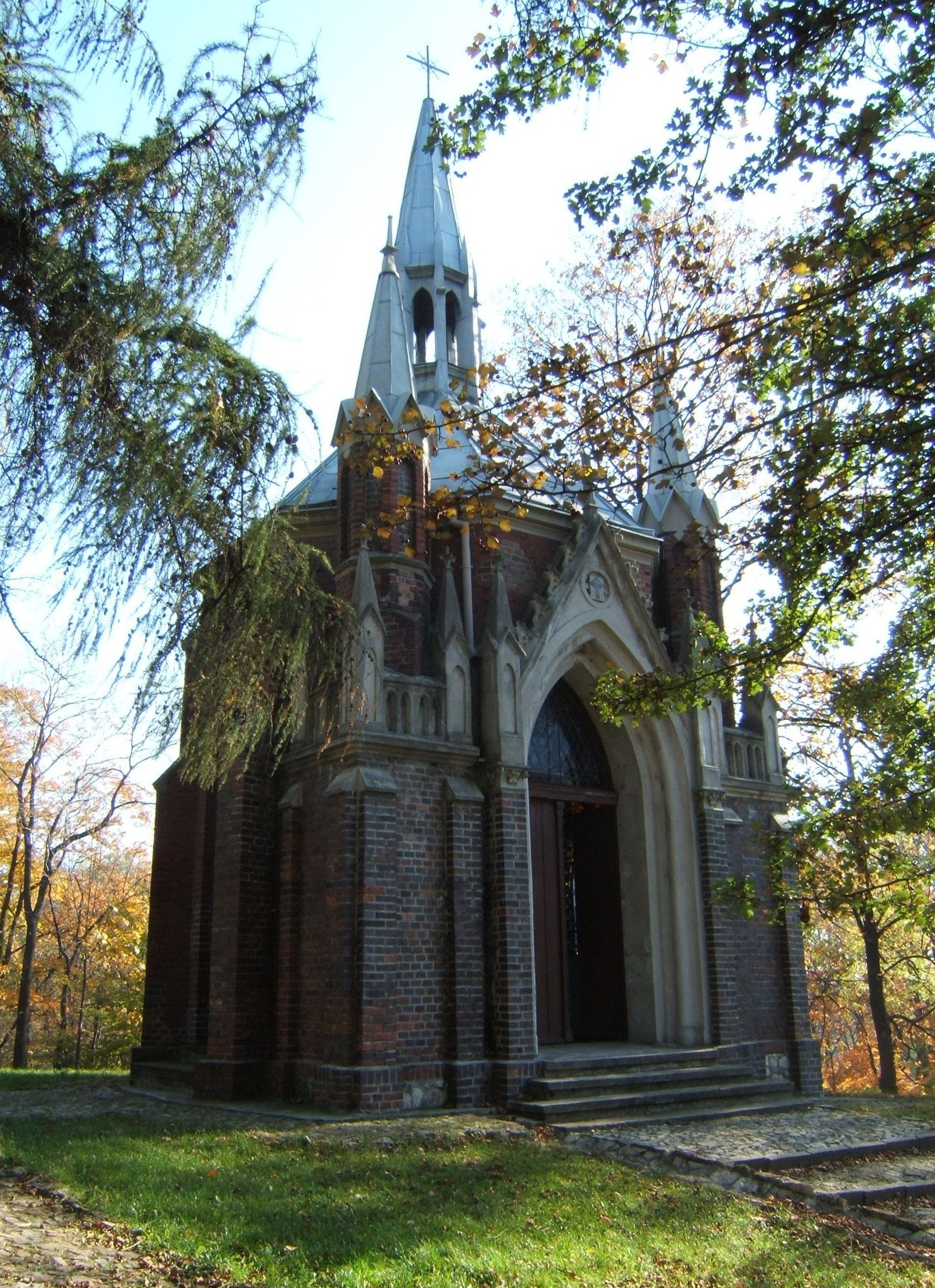
IX stacja – Trzeci Upadek
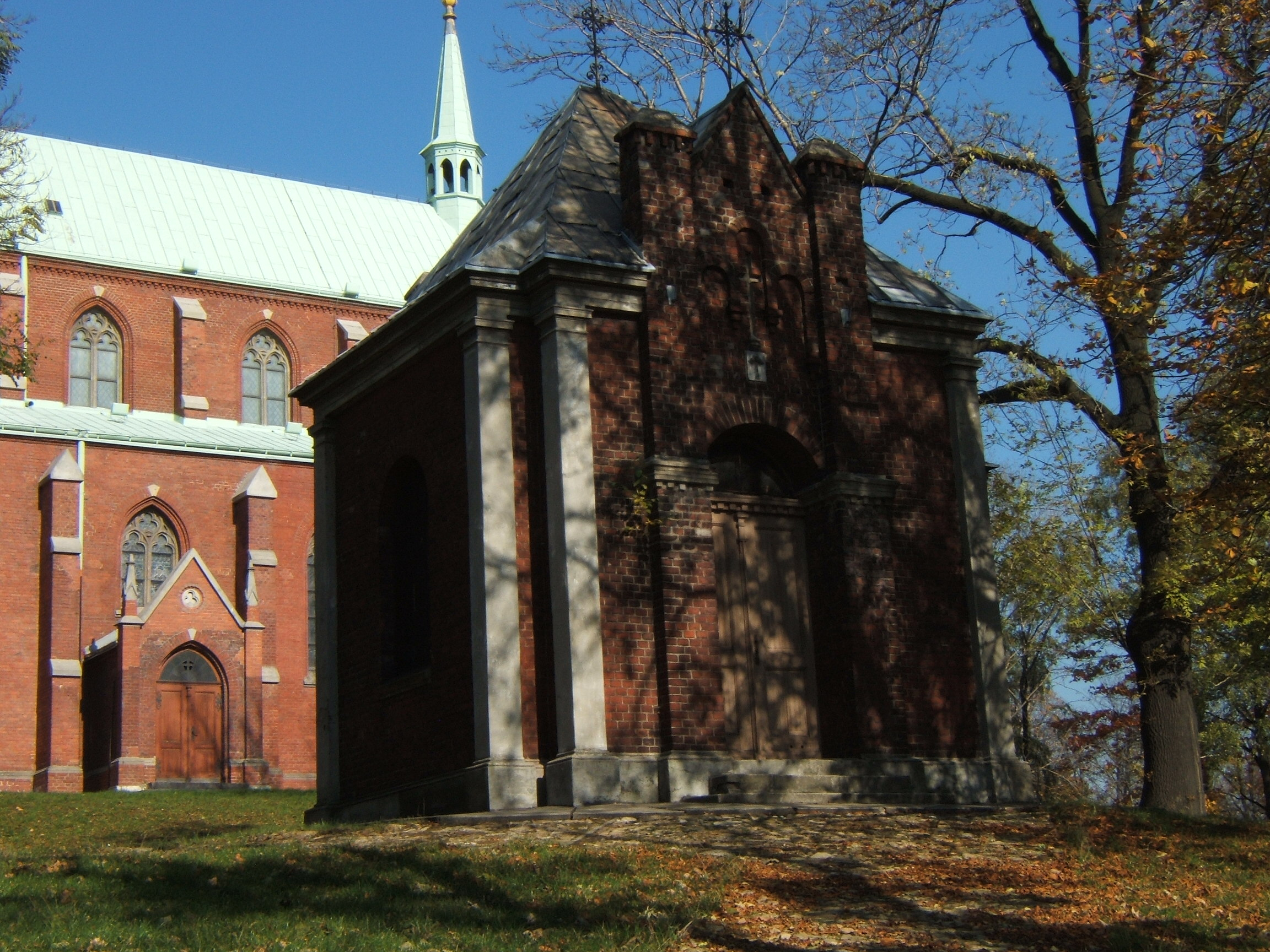
X stacja – Obnażenie
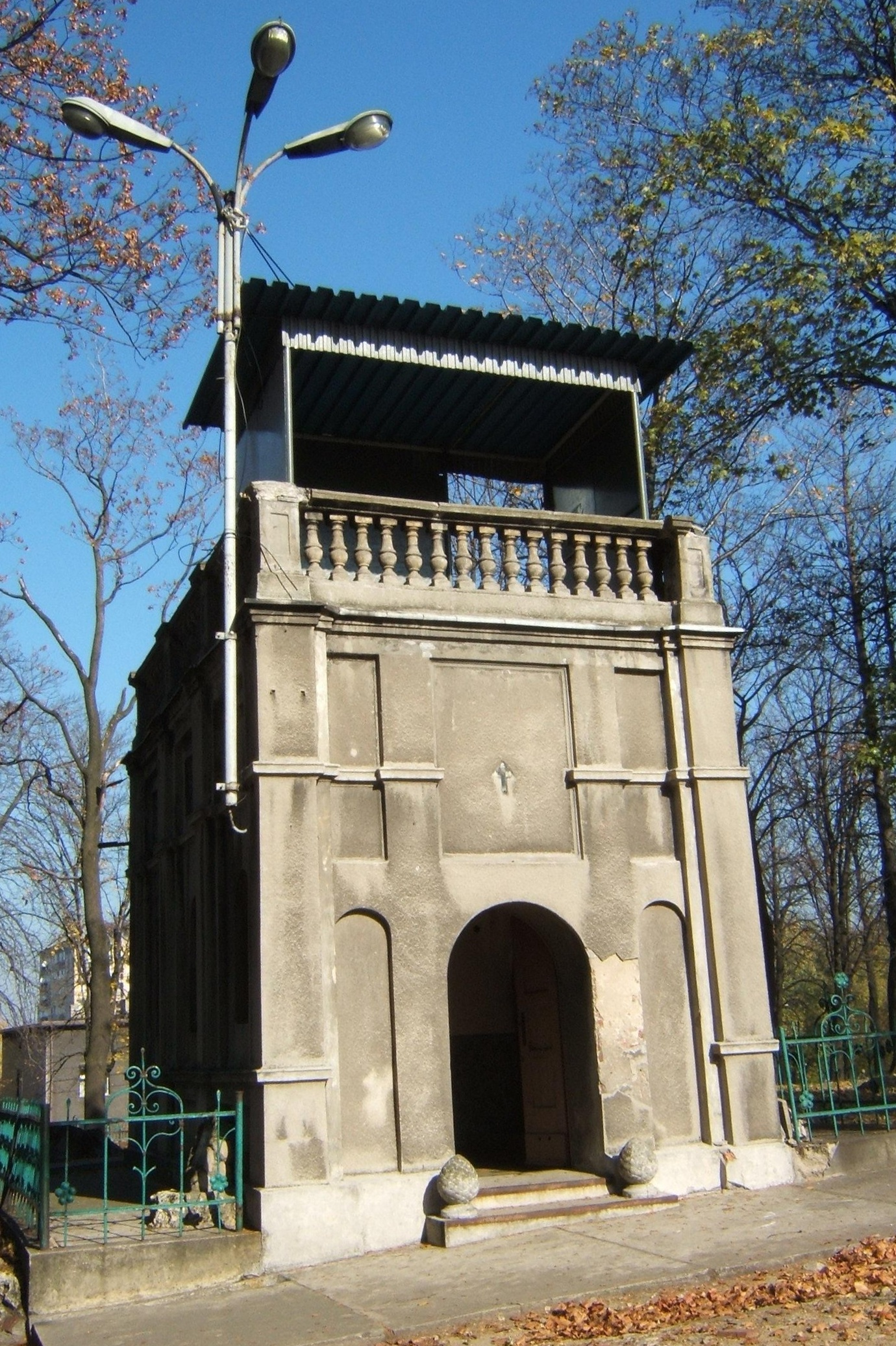
XIV stacja – Złożenie do Grobu
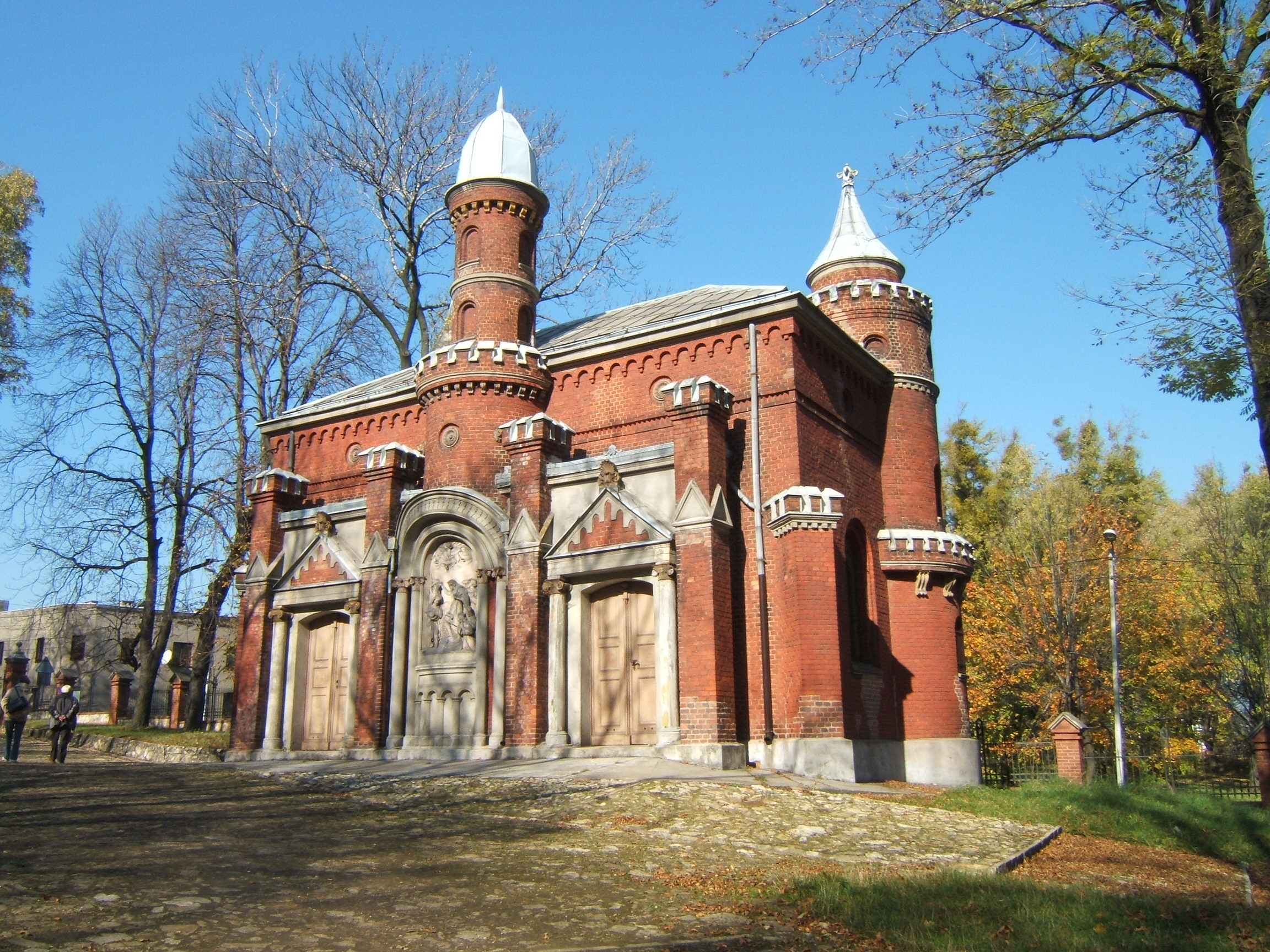
Pałac Heroda
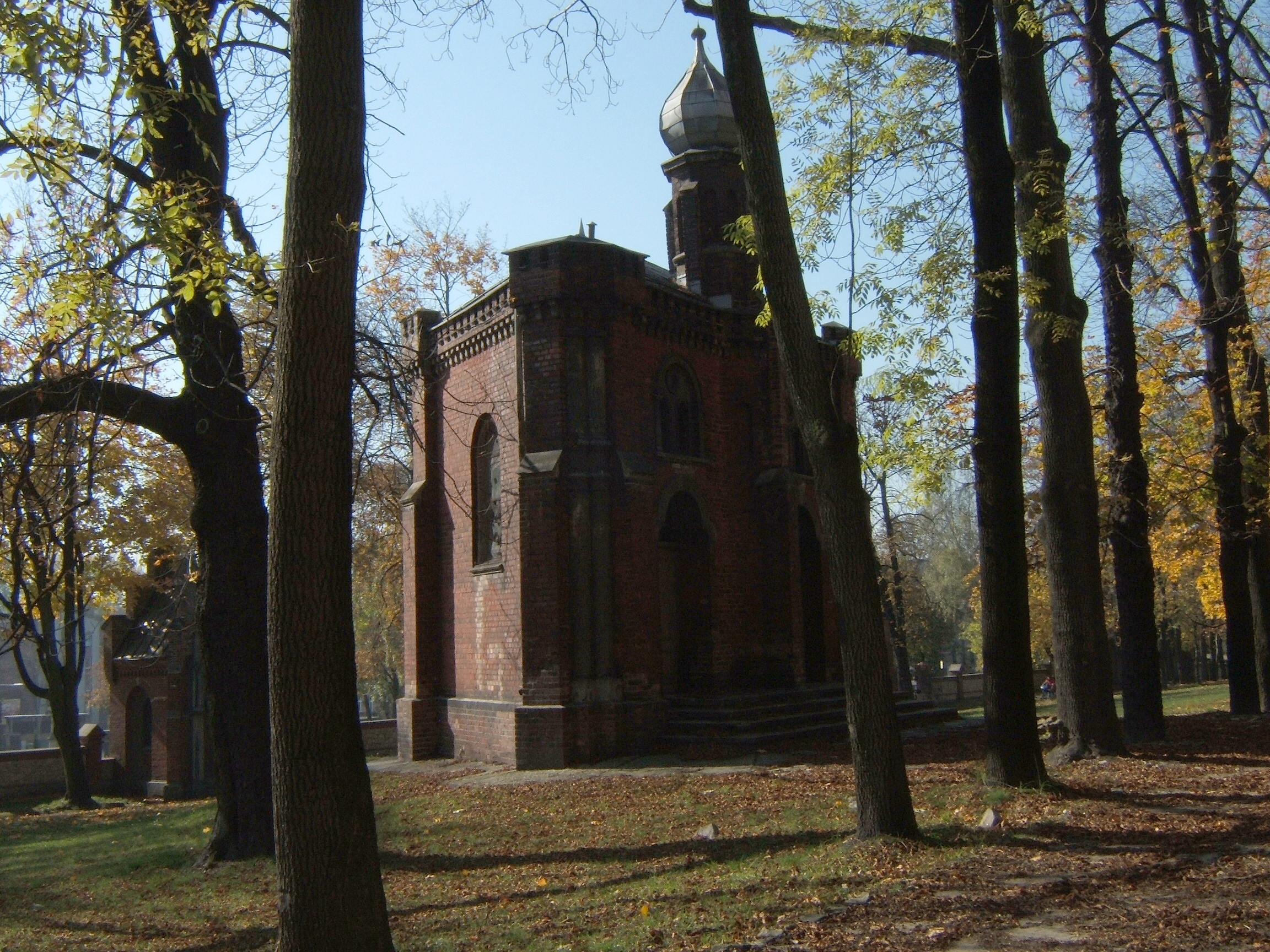
Pałac Annasza
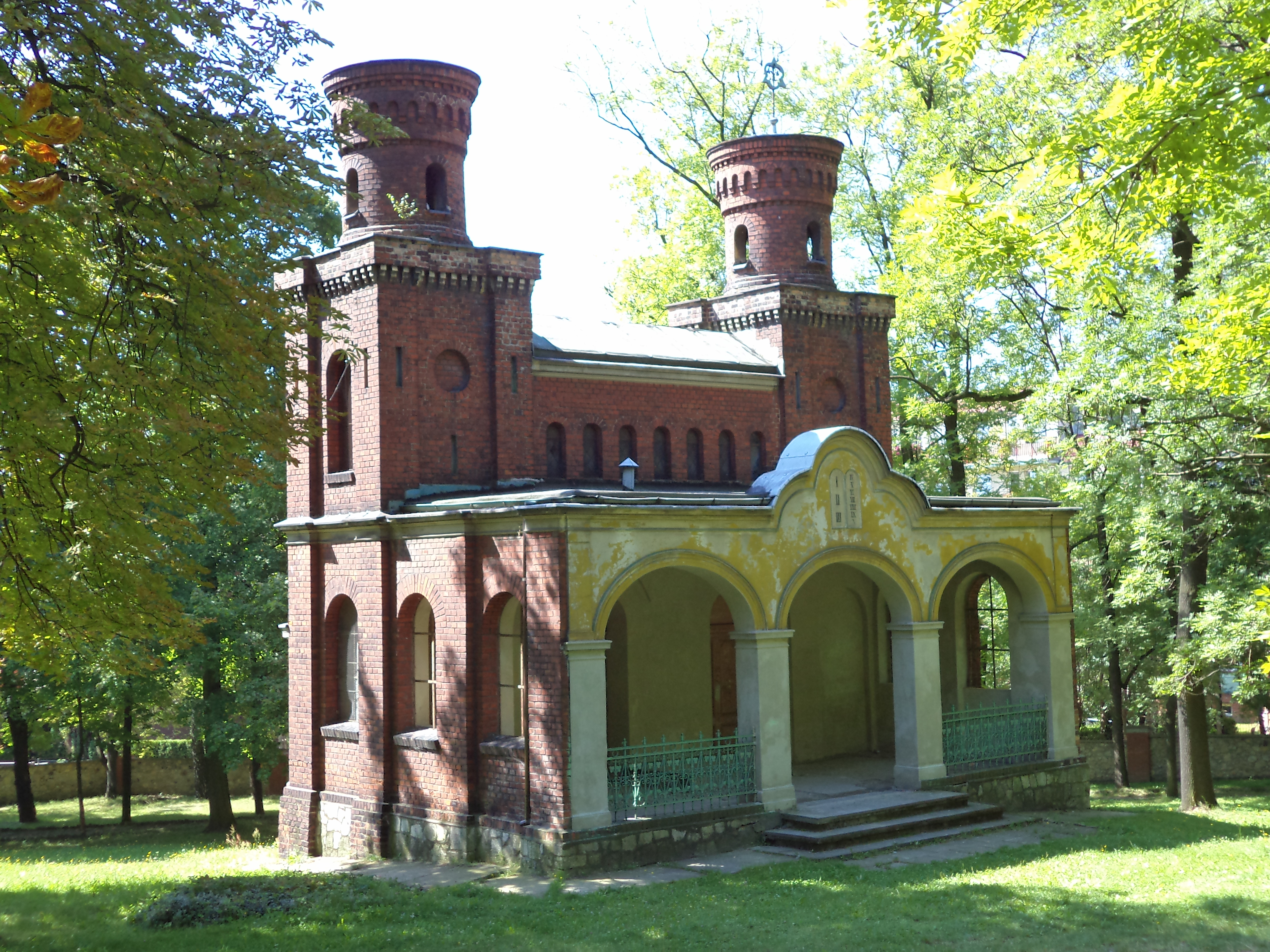
Pałac Kajfasza
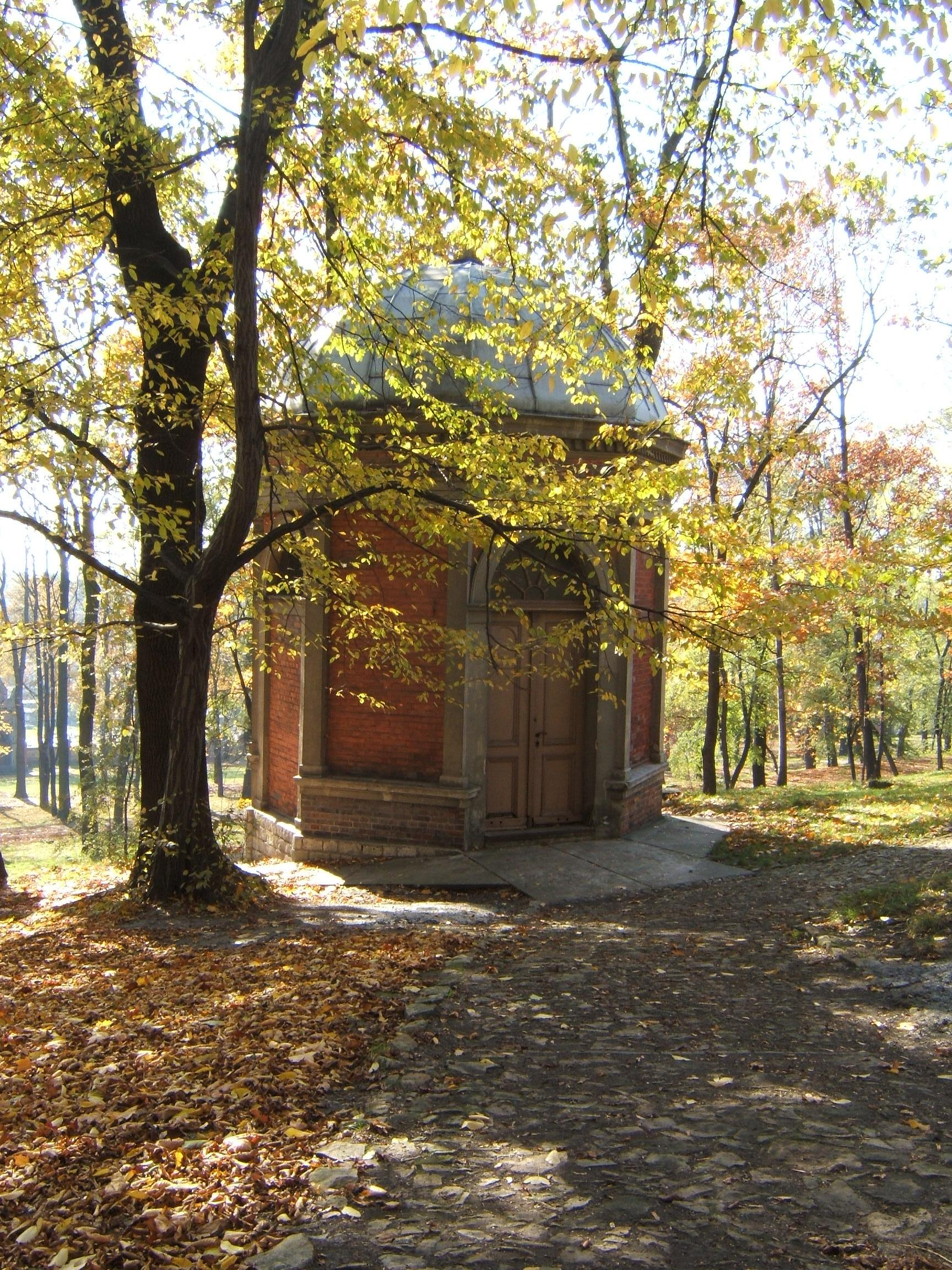
Kaplica św. Heleny
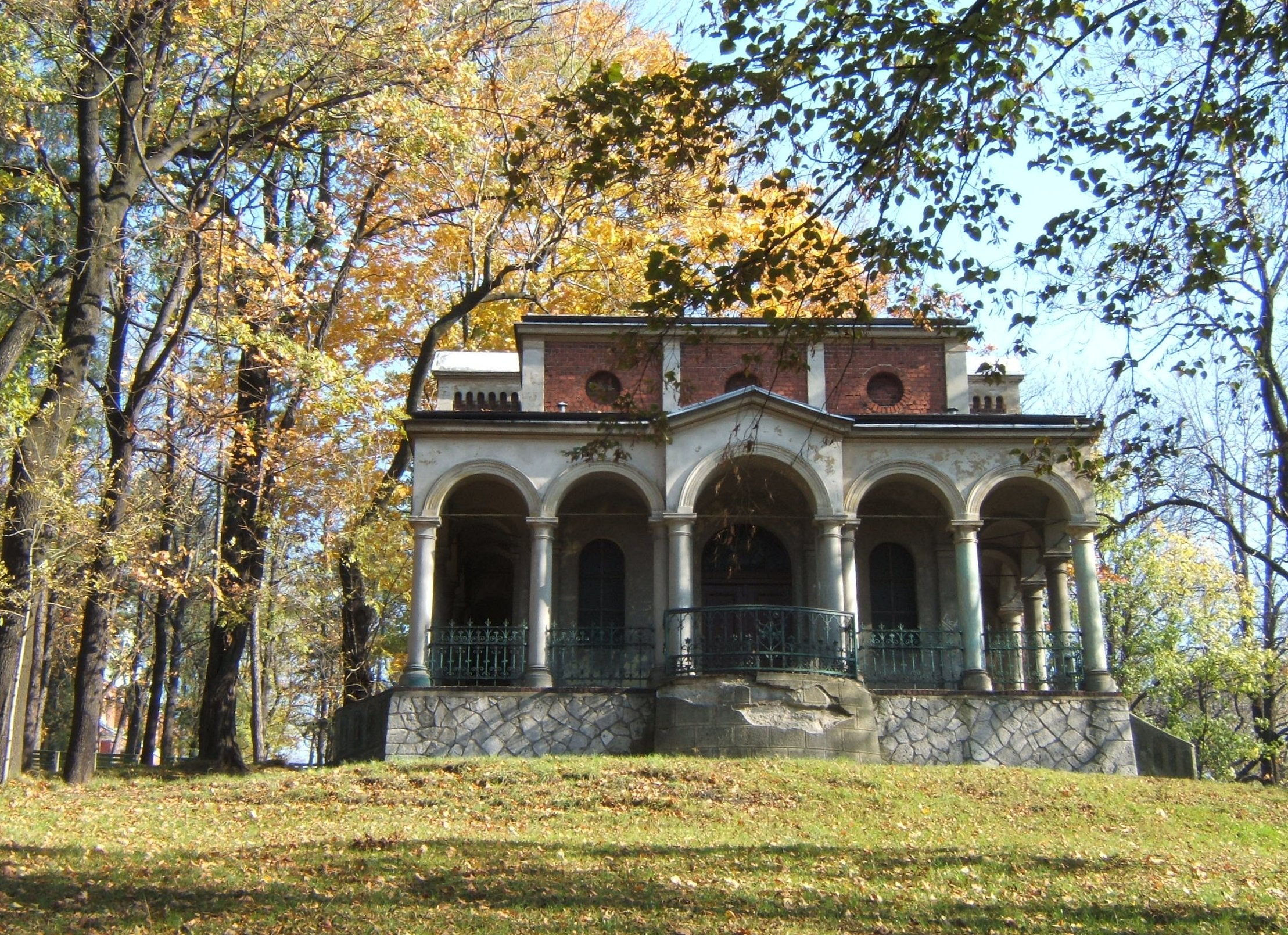
Wieczernik